# Edens Zero
Edens Zero es un manga de ciencia ficción fantástica escrito e ilustrado por Hiro Mashima. Fue lanzado el 27 de junio de 2018 y publicado simultáneamente en cinco idiomas. Una adaptación al anime producida por J.C.Staff comenzó en abril de 2021, contando con un total de 25 episodios.

## Argumento
Shiki Granbell es un huérfano criado por robots en Granbell, un planeta desierto que antaño fue un gran parque temático, este conoce y se hace amigo de Rebecca y su gato Happy cuando ambos visitan el parque para grabar contenido y publicarlo en su sitio web de vídeos llamado "Aoneko Channel". Durante su visita en Granbell, Rebecca y Happy son secuestrados por los robots residentes del parque temático, lo que más tarde se revela que era un plan del Rey Demonio para hacer que Shiki abandone el planeta junto a Rebecca y Happy ya que todos los residentes estaban a punto de apagarse. Shiki los rescata y juntos escapan del planeta para explorar el infinito espacio además de cumplir su objetivo de ganar muchos amigos en el camino.

## Personajes
Shiki Granbell (シキ・グランベル Shiki Guranberu?)
 Seiyū: Takuma Terashima, Felipe Vidal (español latino)
Shiki es el único habitante humano de Granbell Kingdom, un parque de atracciones fantástico en el planeta robótico de Granbell. Debido a que pasó la mayor parte de su vida viviendo entre robots, es socialmente extraño alrededor de otros humanos. Hereda una habilidad llamada Ether Gear de la animatrónica del parque, Demon King, que le da poderes parecidos a los de una máquina; en particular, el Ether Gear le permite alterar y redirigir su propia gravedad. Contento de permanecer en Granbell con sus compañeros robot, se ve obligado a abandonar su hogar cuando los robots pretenden negar su amistad con él para ayudarlo a escapar antes de su ruptura permanente.
Rebecca Bluegarden (レベッカ・ブルーガーデン Rebekka Burūgāden?)
 Seiyū: Mikako Komatsu, Sixnalie Villalba (español latino)
Rebecca es una dulce y energética chica del planeta Bluegarden que viaja a diferentes planetas para grabar videos para Aoneko Channel, un sitio para compartir videos, con la meta de obtener un millón de subscriptores. Es inicialmente cautelosa de Shiki, pero se encariña rápidamente con él y, luego de verlo ser maltratado por sus compañeros robot, lo considera un amigo. Maneja una astronave llamada Aqua King, que también funciona como una embarcación.
Happy (ハッピー Happī?)
 Seiyū: Rie Kugimiya, Lucía Suárez (español latino)
Happy es un gato azul parlante que acompaña a Rebecca es sus viajes interestelares. Está basado en el personaje del mismo nombre de la anterior serie de Mashima, Fairy Tail. Happy era un gato abandonado hasta que lo encuentra Rebecca y la misma le da su nombre, un día sufre un accidente desde donde obtiene un cuerpo robótico, con el cual puede transformarse en dos pistolas que disparan balas de éter.
Ziggy (ジギー Jigī?)
 Seiyū: Hōchū Ōtsuka
Ziggy, más conocido como el Rey Demonio, es un benévolo robot en el reino de Granbell que sirve como el villano de la animatrónica del parque, y es una figura de abuelo sustituto para Shiki. Antes de descomponerse en algún momento anterior a la serie, toma medidas con otros robots para evacuar a Shiki del planeta antes de que todos dejen de funcionar organizando un levantamiento contra la humanidad con la llegada de una visitante humana, Rebecca.
E.M. Pino (E.M. ピノ E. M. Pino?)
 Seiyū: Shiori Izawa, Betzabé Gutiérrez (español latino)
Un robot creado por el Rey Demonio que se encontraba en el planeta Norma, el cual fue engullido por el Cronofagu en el cual el robot estaba ayudando a un ladrón en contra de su voluntad.

## Producción
Tras el fin de su serie Fairy Tail el 26 de julio de 2017, Hiro Mashima publicó el 31 de diciembre de 2017 un tuit prometiendo empezar una nueva serie de manga en algún momento del 2018. Tras su visita al Festival Internacional de la Historieta de Angulema en Francia, Mashima reveló que la nueva serie sería una «una nueva forma de fantasía», y que el personaje Plue de su anterior serie Rave aparecería en el manga. El 14 de mayo de 2018 Mashima comentó en Twitter que se estaba volviendo «un poco confuso» debido a estar trabajando en su serie, una continuación de Fairy Tail, y otro proyecto «secreto». También afirmó que le estaban viniendo ideas para su nueva serie «una tras otra». El 30 de mayo de 2018 la revista Shūkan Shōnen Magazine anunció que la serie fue tentativamente titulada Edens Zero.

## Publicación
La serie se lanzó en la edición 30 de la revista shōnen de Kōdansha Shūkan Shōnen Magazine el 27 de junio de 2018. Es publicada simultáneamente en cinco idiomas: inglés, francés, chino, coreano y tailandés.

## Media

### Anime
El 12 de junio de 2020, Mashima anunció en Twitter que el manga se adaptaría a una serie de anime. En la transmisión en vivo de Tokyo Game Show el 26 de septiembre de 2020, se reveló que el anime sería producido por J.C.Staff y dirigido por Yūshi Suzuki, con Shinji Ishihira como director en jefe, Mitsutaka Hirota supervisando los guiones, Yurika Sako diseñando los personajes. y Yoshihisa Hirano componiendo la música. La serie se emitió en Nippon TV y otros canales del 10 de abril al 2 de octubre de 2021, y fue el primer y último trabajo de dirección de Suzuki antes de su muerte el 9 de septiembre de 2021.
El primer tema de apertura es "Eden Through the Rough" de Takanori Nishikawa, y el primer tema de cierre es "Bōken no Vlog" (冒険のVLOG?) de CHiCO with HoneyWorks. El segundo tema de apertura es "Forever" de L'Arc-en-Ciel, y el segundo tema de cierre es "Sekai no Himitsu" (世界の秘密?) de Sayuri. Netflix adquirió los derechos de transmisión de la serie y lanzó globalmente los primeros doce episodios fuera de Japón el 26 de agosto de 2021.
El 8 de febrero de 2022, se anunció que la serie recibiría una segunda temporada. Se estrenó en abril de 2023, con Toshinori Watanabe reemplazando a Suzuki como director. Crunchyroll obtuvo la licencia de la segunda temporada en América del Norte, América Latina, Oceanía y territorios seleccionados de Asia y Europa.